# David Sydney Billington
Pour les articles homonymes, voir Billington.
David Sydney Billington, né le 5 juillet 1885 à Bacup (Lancashire) et mort en 1955, est un champion de natation anglais. 

## Biographie

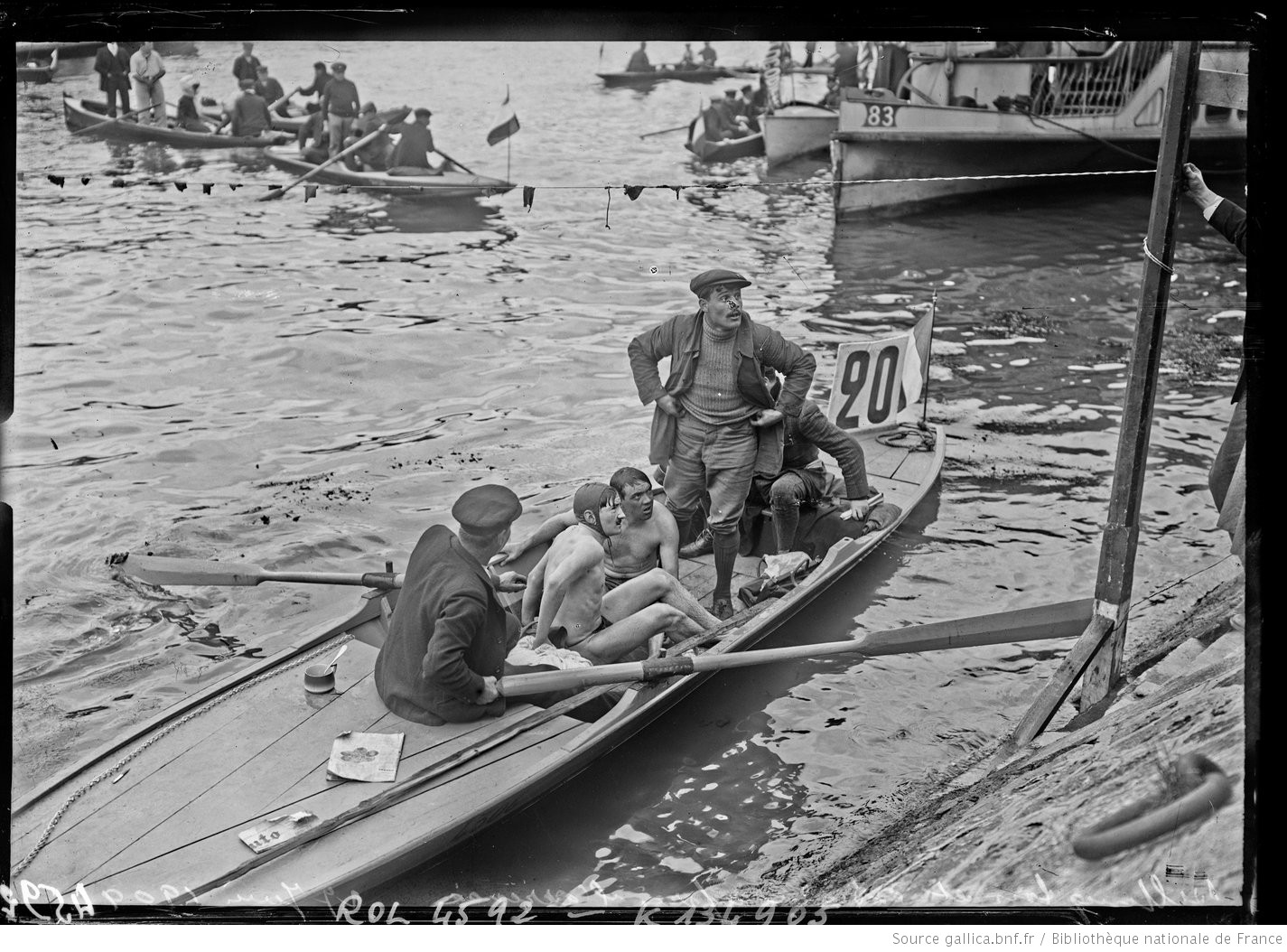
Billington (vainqueur, de face) et Eugène Estrade (2ème, de profil) après leur arrivée lors de leur traversée de Paris à la nage en 1909.

Spécialiste de la natation d'endurance, il accomplit une longue et glorieuse carrière nationale et internationale de nageur amateur puis professionnel. De 1901 à 1905, il accumule dix titres de champion d'Angleterre sur différentes distances.
Après un abandon en 1905 et une seconde place en 1906, David Billington domine la traversée de Paris à la nage de 1907 à 1913. Il la gagne une dernière fois en 1923, ce qui fait de lui le recordman de victoires dans cette course de grand fond avec 8 succès.
Il triomphe à deux reprises dans les championnats du monde de natation organisés par L’Auto. En août 1907 à Joinville-le-Pont, il est consacré champion du monde du 500 mètres. Lors de l’édition suivante qui a lieu en août 1908 au pont de Puteaux, Billington conserve son titre du 500 mètres et y ajoute celui de champion du monde du 100 mètres nage libre.
Il s'adjuge ensuite le titre de « champion du monde de grand fond » lors de la troisième édition de la Course de six heures à la nage à Joinville-le-Pont en septembre 1911.
Le 2 août 1913 à Londres, Billington conserve sa couronne de champion du monde du mille (professionnels) contre le nageur australien Oscar Dickman. Le temps de parcours du vainqueur en 24 min 11 s 1/5 devient le nouveau record du monde sur cette épreuve.
Le célèbre nageur anglais est une des vedettes du groupe de nageurs professionnels qui se produisent en spectacle sous le chapiteau du Nouveau Cirque de Paris en janvier 1914.
Après la fin de sa carrière sportive active, Billington devient entraîneur et moniteur de natation à la piscine Whittaker Street Baths de Radcliffe. 
Il est aussi l'auteur d'un manuel sur son art : 
- (en) How to become a good swimmer, London, Hutchinson & Co, 1926, 114 p.